# Robert Hichens (sjöman)
Robert Hichens, född 16 september 1882 i Newlyn i Cornwall i England, död 23 september 1940, var en engelsk sjöman. Hichens hade arbetat som sjöman i flera år då han i april 1912 mönstrade på som en av sex kvartersmästare på RMS Titanic. Som kvartersmästare på Titanic fungerade han som rorgängare, han styrde alltså fartyget efter order från vakthavande styrmän. Hichens var den som styrde fartyget kvällen den 14 april 1912 då hon gick på ett isberg och sedan förliste. Som en av få överlevande som befann sig på fartygets kommandobrygga vid kollisionen kunde han senare i förhör berätta om vad som i stora drag skedde där under kollisionen. Flera passagerare kom senare med klagomål på hur Hichens hade betett sig i den livbåt han fick befäl över.

## Ombord på Titanic
Under olycksnatten befann sig Hichens i tjänst i styrhytten då han runt klockan 23:40 hörde klockan från utkikarna klämta tre slag. Strax därpå såg han sjätte styrman James Paul Moody ta emot ett kort telefonsamtal från förmasten, varpå Moody rapporterade till vakthavande förste styrman William Murdoch. Hichens fick direkt order om att gira styrbord, något han gjorde tills han nådde fullt utslag. Moody övervakade manövern och bekräftade att den utförts. Han ska sedan ha hört Murdoch rusa till maskintelegraferna som han hörde ringa, och bara ett ögonblick senare kände han en lång vibration. Han ska därefter ha fått ordern att gira babord för att undvika att fartygets akter tog skada. Han fick veta att fartyget gått på ett isberg och avvaktade sedan till dess att han avlöstes av kvartersmästare Perkis runt 12.20.
Hichens beordrades sedan att börja hjälpa till att förbereda livbåtarna för sjösättning. Han hann dock bara förbereda en båt innan han beordrades ner i livbåt nummer 6 av andre styrman Lightoller, tillsammans med utkiken Frederick Fleet. Livbåten var bland de tidigaste att lämna Titanic och var knappt halvfylld med kvinnor från första klass, bland dem Margaret "Molly" Brown och Helen Churchill Candee, samt två manliga passagerare, den ene Arthur Godfrey Peuchen, den andra en man från tredje klass som troligen smet ombord. Hichens tog rodret och beordrade de i båten att snabbt ro iväg från Titanic då han var rädd för att ett sug skulle bildas när fartyget gick under. Han kom omgående på kant med flera av passagerarna i båten, främst Brown, men även Peuchen som båda menade att han betedde sig mycket olämpligt åt. Han ska ha vägrat att ro tillbaka till förlisningsplatsen efter att fartyget gått under, och kallat personerna i det iskalla vattnet för "stiffs", "stela kroppar". Istället blev livbåten liggande i närheten av livbåt 16, samtidigt som ropen från förlisningsplatsen dog ut.
Han letade under natten efter en kompass i livbåten, men kunde inte hitta någon. När det undsättande fartyget RMS Carpathia dök upp vid horisonten på morgonen uppmanade Margaret Brown kvinnorna i båten att börja ro, och då Hichens protesterade hotade hon med att slänga honom över bord, och hon backades upp av andra passagerare i båten.
I senare förhör förnekade Hichens att han hade använt olämpligt språk mot passagerarna och vidhöll att han uppträtt korrekt. Han fortsatte arbeta som sjöman och i hamnar under några år, men stod senare utan jobb. 1933 åtalades han för mordförsök på en man han var skyldig pengar som sålt en motorbåt till honom, och han dömdes till fängelse. Han släpptes 1937, men dog bara tre år senare ombord på ett lastfartyg.